# Down by the Water
Singles de PJ Harvey
Man-Size
(1993) C'mon Billy
(1995)
Down by the Water est une chanson de la chanteuse de rock alternatif britannique PJ Harvey parue le 6 février 1995. Il s'agit du premier single tiré de son troisième album To Bring You My Love sorti chez Island Records. Elle est écrite par Harvey et est co-produite par Flood et John Parish.
La chanson s'éloigne considérablement des anciennes influences indie rock et punk blues de Harvey, au profit d'instruments électroniques tels qu'un orgue synthétisé et un ensemble orchestral. Les paroles racontent l'histoire d'une femme qui décide de noyer sa fille et font référence à la chanson folklorique américaine Salty Dog Blues.
La chanson est acclamée par la critique dès sa sortie et se classe au Canada, en Irlande, au Royaume-Uni et aux États-Unis. La chanson permet à Harvey de percer aux États-Unis, où elle atteint la 2e place du classement Billboard Modern Rock Tracks, ce qui en fait son meilleur classement dans le pays, et le clip est diffusé sur MTV et les stations de radio universitaires. De plus, Down by the Water est nommé à la 38e cérémonie des Grammy Awards dans la catégorie « Meilleure performance vocale de rock féminine », ainsi que pour une nomination aux MTV Video Music Awards 1995 dans la catégorie « Meilleure vidéo féminine ».

## Composition
Down by the Water est écrite par Harvey en 1994 dans sa maison située près de Yeovil et est produite avec Flood et John Parish,. La chanson commence avec la voix et un orgue aux sonorités lourdes joué par la chanteuse. Au fur et à mesure de la chanson, Harvey incorpore plusieurs autres éléments, notamment des instruments de percussion, de la batterie et un ensemble orchestral dirigé par Pete Thomas. Les musiciens de l'ensemble comprennent Sonia Slany au violon, Jocelyn Pook et Jules Singleton à l'alto, et Sian Bell au violoncelle. La chanson tire ses influences du blues et de l'électronique, notamment grâce à l'utilisation de l'orgue synthétisé.

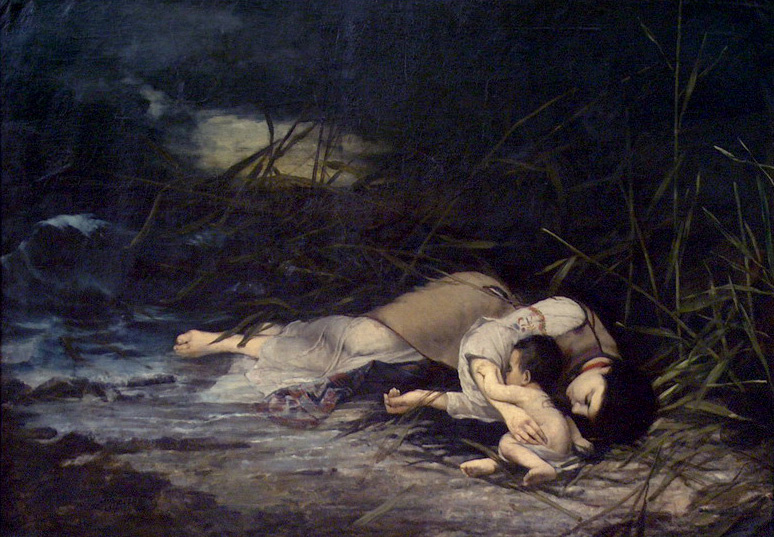
Down by the Water parle d'une mère qui emmène sa fille au bord de l'eau pour la noyer.

Les paroles de la chanson racontent l'histoire d'une femme qui commet un filicide. La mère noie sa fille « au bord de l'eau ("Down by the Water") » et « ne la reverra plus ("won't see her again") ». Dans la coda finale, Harvey murmure les paroles « little fish, big fish swimming in the water / come back here, man, gimme my daughter » qui sont basés sur l'interprétation par Leadbelly de la chanson folklorique américaine Salty Dog Blues,. La chanteuse déclare ne pas vouloir révéler le véritable sens des paroles et ne pas vouloir « mettre d'étiquette ». De plus, elle déclare que « pour être tout à fait honnête, je ne sais pas encore vraiment ce qu'elle est pour moi, ce qui ne me dérange pas parce que je préfère laisser les autres en faire ce qu'ils veulent de toute façon ». En 2005, dans une interview accordée à Spin, Harvey utilise les paroles de la chanson comme exemple pour démontrer que ses chansons ne sont pas autobiographiques et que « certaines critiques ont pris mes chansons trop au sérieux, au point qu'ils écoutent Down by the Water en croyant que j'ai réellement donné naissance à une enfant et que je l'ai noyée »,.

## Sortie et réception
Down by the Water sort au Royaume-Uni et en Australie le 5 février 1995 chez Island Records. Il s'agit du premier single tiré de l'album To Bring You My Love et est publié sous format CD et vinyle. Le CD contient sur sa face B la chanson Somebody's Down, Somebody's Name tandis que le CD promotionnel australien et le vinyle sont accompagnés de la chanson Lying in the Sun. À sa sortie, la chanson se classe dans quatre pays se positionnant à la 78e place des charts canadiens, à la 8e place des charts irlandais et à la 38e place des charts au Royaume-Uni. De plus, la chanson atteint deux classements du Billboard aux États-Unis, se classant à la 48e place du Hot 100 Airplay et à la 2e place du Modern World Tracks. Down by the Water devient vite un hit des radios de rock moderne en raison de son exposition sur la chaine MTV et sur les stations de radio étudiantes.
En 2005, le DJ Diplo sample la chanson pour un remix du morceau Still Tippin de Mike Jones, puis se trouvera l'année suivante sur le titre indie rap de Plastic Little, Now I Hollar.

## Pistes
| 1. | Down by the Water                | 3:15 |
| 2. | Somebody's Down, Somebody's Name | 3:42 |

| 1. | Down by the Water                | 3:15 |
| 2. | Lying in the Sun                 | 4:32 |
| 3. | Somebody's Down, Somebody's Name | 3:42 |

| 1. | Down by the Water | 3:15 |

## Crédits

### Musiciens
- PJ Harvey - chant, orgue synthétisé, productrice, ingénieur son
- John Parish - batterie, percussion
- Joe Gore - guitare

### Musiciens de sessions
- Pete Thomas – arrangements des instruments à cordes
- Sonia Slany – violon
- Jocelyn Pook – alto
- Jules Singleton – alto
- Sian Bell – violoncelle

### Production
- Flood - producteur, ingénieur son, mixage audio